# Yuka Inokuchi
Yuka Inokuchi (猪口 有佳), née le 5 juin 1978, est une seiyû travaillant pour Ken Production. Elle est originaire de Kurume, dans la préfecture de Fukuoka.

## Doublage

### Anime
2011
- Dragon crisis! : Ai

2010
- Crayon Shin-chan : 母親A, 女優
- Shin koihime musou : Tôtaku
- Stitch ! : fille
- Nintama Rantarô : bébé
- Yosuga no sora : Nao Yorihime

2008
- Crayon Shin-chan : fille
- Koihime†musou : 董卓
- Zero no tsukaima saison 3 : Tabitha.
- Yozakura quartet : 館林火奈

2007
- Kaze no Stigma : Yukari Shinomiya
- Crayon Shin-chan : 女児A
- La Fille des enfers saison 2 : 藤巻真里
- Zero no tsukaima saison 2 : Tabitha.
- Blue drop 〜天使達の戯曲〜 : ノヴァール･オペ2, 生徒2
- Détective Conan (Meitantei Konan) : 店員 #474
- Rental Magica : 幽霊少女

2006
- Kotenkotenko : ?
- Zero no tsukaima : Tabitha.
- Negima! : Zazie Rainyday (et chanté dans l'ending)
- Buso Renkin : Chisato Nekamiya
- Le Prince Hercule（ニャンニャンガールズ）
- majime ni fumajime kaisetsuji rori （fille C)
- Mamoru-kun ni megami no shukufuku wo!  : Anna Hase

2005
- Atashin'chi : 0歳の頃のユズヒコ 他
- Girls Bravo saison 2 : Hinata
- Karin : Anju Marker.
- Canvas 2 ~Niji Iro no Sketch~ : Saya Saginomiya
- Cluster edge : les enfants
- Gokujouseitokai : 絢爛書記
- Soreike! Anpanman : ポー
- Petopeto-san : 沙原ちょちょ丸
- Mahô sensei Negima! : Zazie Rainyday
- Mahoraba Heartful Days : Sakura

2004
- Uta-kata (うた∽かた) : 中村智子
- Girls Bravo saison 1 : Hinata
- Kakyuusei2 ~瞳 no naka no shôjotachi~ : 白井夕璃
- Sensei no ojikan : 女子生徒A
- Tsuki wa higashi ni, hi wa nishi ni  ~operation sanctuary~ : Yui Nonohara

2003
- Ai yori aoshi 〜縁〜 : Uzume
- GetBackers : 女子高生
- Gunparade march 〜新たなる行軍歌〜 : ミホ, 中村の彼女（美恵子）
- Maburaho : Rin Kamishiro
- Read or die TV : 空港職員

2002
- Ai yori aoshi : Uzume
- Asagiri : Les prêtresses de l'aube : fille C
- Les 12 royaumes : 受付嬢

2001
- Soreike! Anpanman : 星の鳥・クー

### Jeu vidéo
- Galaxy Angel: Eternal Lovers (Lushati)
- Rumble Roses XX : Aigle, Kahn
- Fire Emblem Echoes: Shadows of Valentia et Fire Emblem Heroes : Silque